# Labium centrale
Labium centrale är en stekelart som beskrevs av Turner och James Waterston 1920. Labium centrale ingår i släktet Labium och familjen brokparasitsteklar. Inga underarter finns listade i Catalogue of Life.